# Spekboom
De spekboom (Portulacaria afra) is een vetplant met vrij kleine blaadjes. De plant kan tot een flinke struik van zo'n 2,5 m hoog uitgroeien en verliest nooit zijn blad. De stam kan zo'n 20 cm dik worden. De soort komt algemeen voor in de Karoo en de provincies West- en Oost-Kaap van Zuid-Afrika. De blaadjes zijn vlezig, heldergroen en eirond. Wanneer de boom wat ouder wordt kunnen ze gelig worden.
De spekboom is het belangrijkste element van de flora van het Zuurveld (WWF-ecoregio AT1201). In het Afrikaans wordt de plant ook wel olifantskos (olifantenvoer) genoemd, omdat olifanten graag de bovenste blaadjes eten, tot zo'n 200 kg daarvan per dag. Vooral het Addo-Olifantenpark staat hierom bekend. Door de vraat van de slurfdieren neigen de spekbomen ertoe zijdelings uit te groeien waardoor er dichte hagen ontstaan die bezoekers vaak het zicht vanuit hun auto's ontnemen. De plant kan zeer grote hoeveelheden kooldioxide - tot zo'n 4,2 ton per jaar - opnemen en omzetten in zuurstof en vastgelegde koolstof. Dit is een factor 10 meer dan gebruikelijk in een tropisch regenwoud. Boeren in het soms door grote droogte geteisterde gebied planten soms om die redenen ook spekboom aan. De blaadjes van de spekboom zijn ook voor de mens eetbaar. Ze hebben een zure citroensmaak en kunnen in salades gebruikt worden, maar ze worden gewoonlijk alleen in tijden van nood echt gegeten.

## Fotogalerij

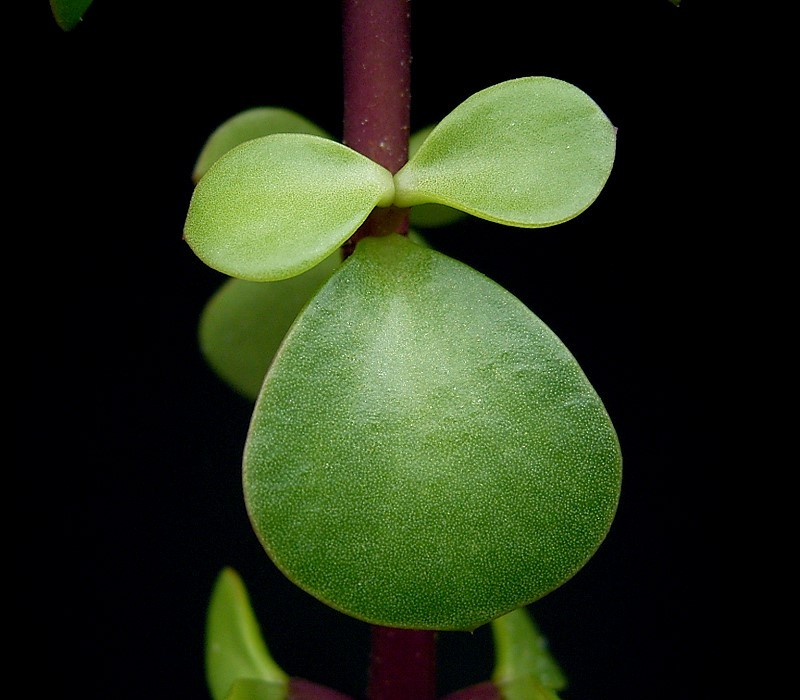
Jonge blaadjes.
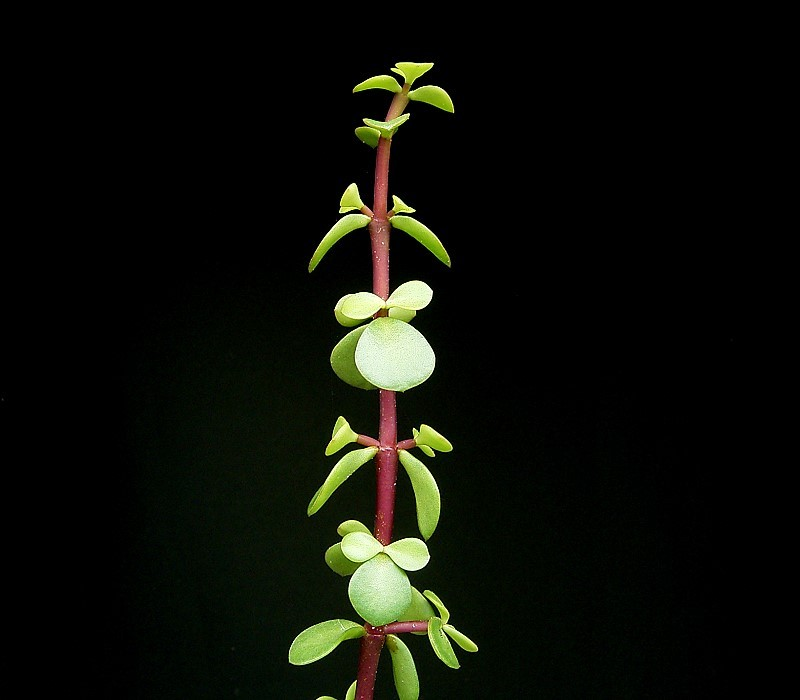
een takje.
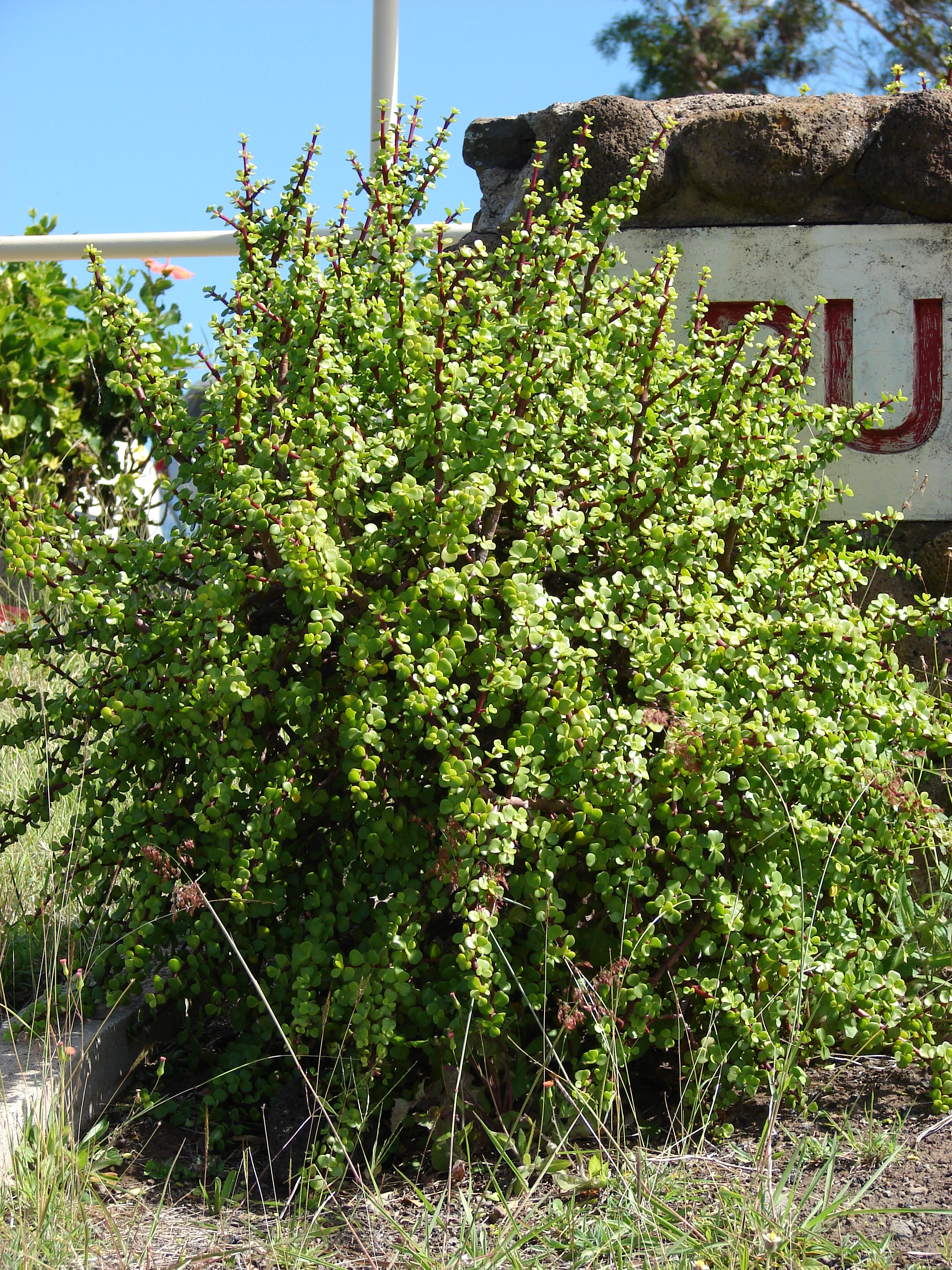
Een spekboom.
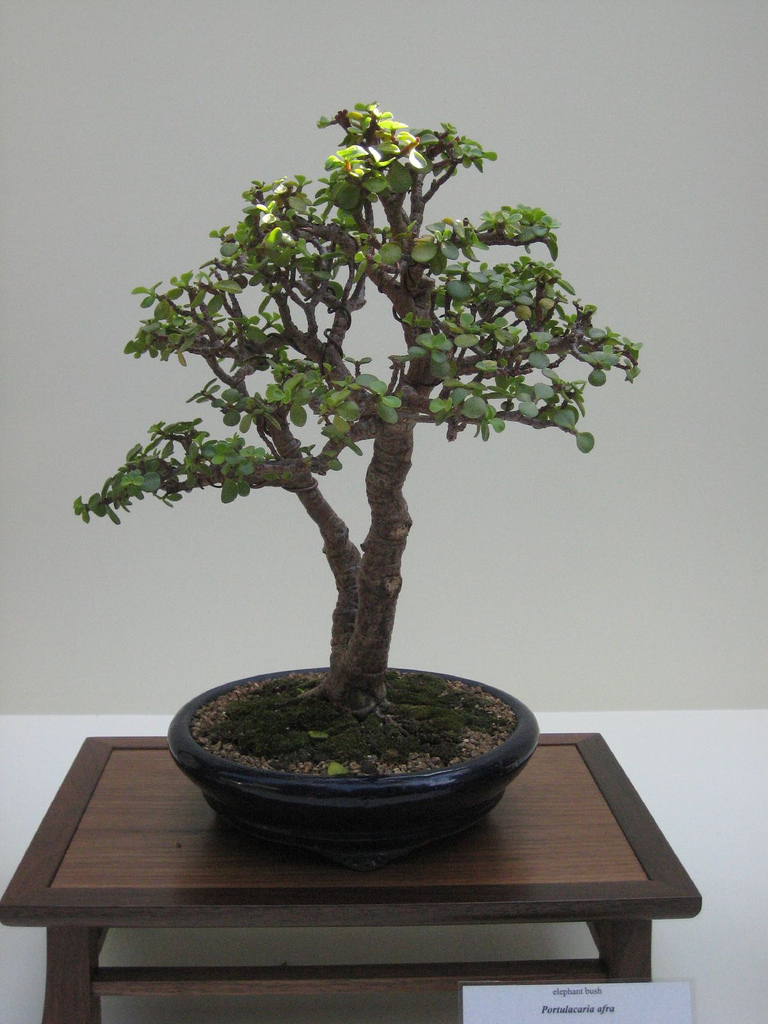
Een spekboom die als bonsai gesnoeid is.
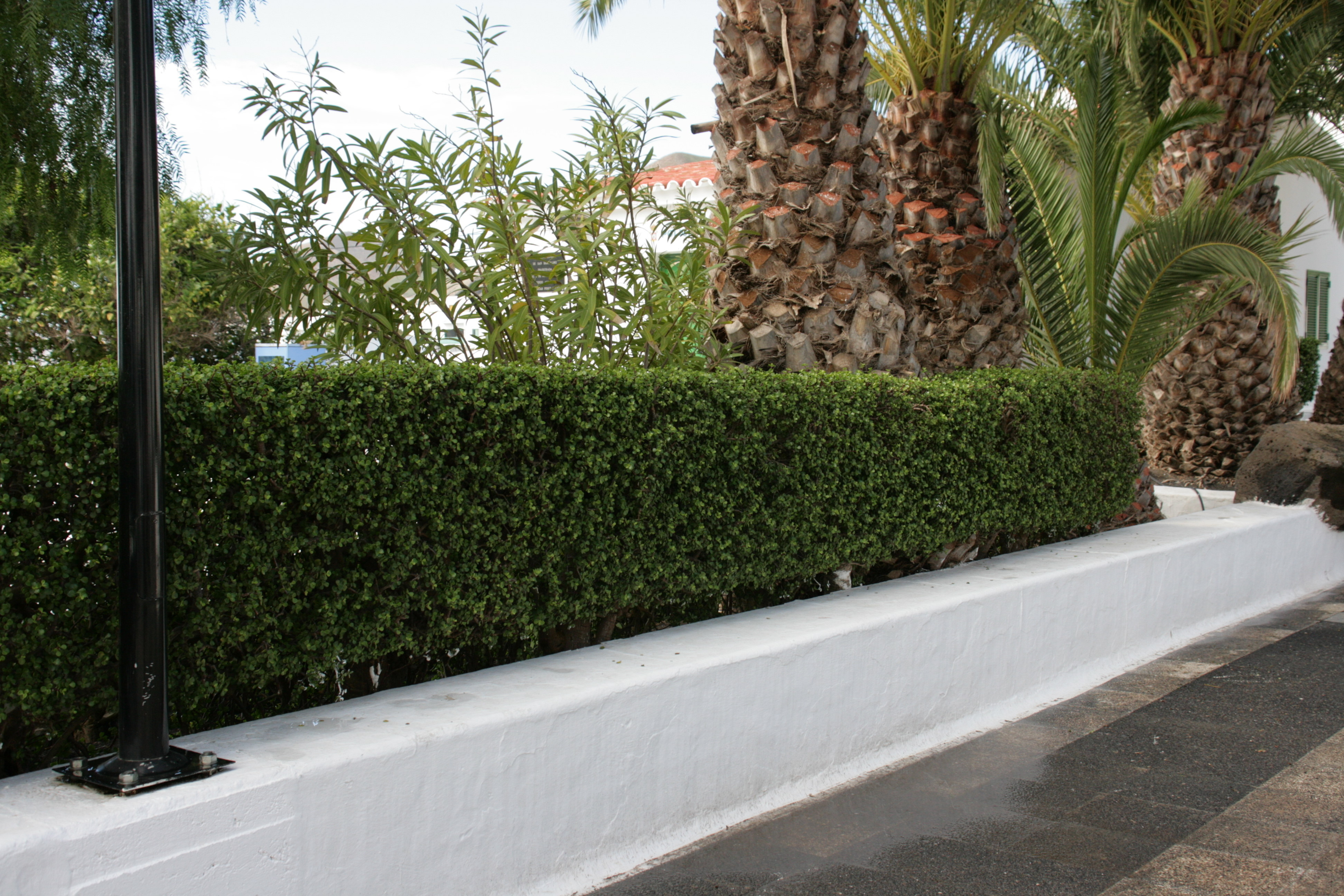
Een spekboomhaag
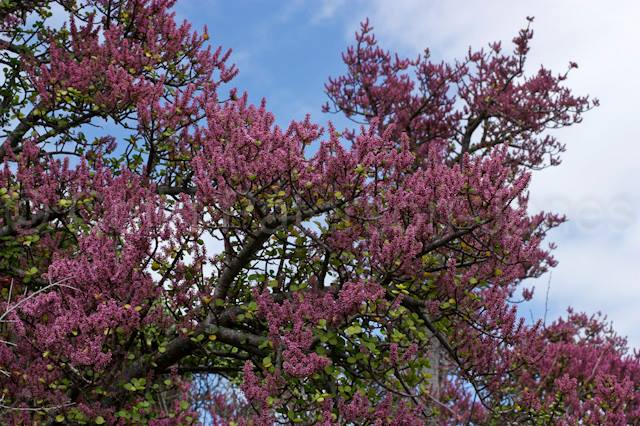
Een bloeiende struik in de Oost-Kaap